# (34126) 2000 QA1
2000 كيو أي 1 (ويعرف أيضًا باسم (34126) 2000 كيو أي 1 وفق تسمية الكوكب الصغير) (بالإنجليزية: 2000 QA1)‏ هو كويكب ضمن حزام الكويكبات؛ وترتيبه 34126 من حيث الاكتشاف.
اكتُشف هذا الجُرم الفلكي بواسطة Stefano Sposetti ‏ في 23 أغسطس 2000.

## وصلات خارجية
- (34126) 2000 QA1 في قاعدة بيانات مختبر الدفع النفاث لأجرام النظام الشمسي الصغيرة

- الاكتشاف · مخطط المدار ·  العناصر المدارية · المعلمات المادية

- (34126) 2000 QA1 على موقع ويكي سكاي: DSS2, SDSS, GALEX, IRAS, Hydrogen α, X-Ray, Astrophoto, Sky Map, Articles and images